# Péninsule de Jiaodong
 (septembre 2017).
Si vous disposez d'ouvrages ou d'articles de référence ou si vous connaissez des sites web de qualité traitant du thème abordé ici, merci de compléter l'article en donnant les références utiles à sa vérifiabilité et en les liant à la section « Notes et références ».
La péninsule de Jiaodong (chinois simplifié : 胶东半岛 ; chinois traditionnel : 膠東半島 ; pinyin : jiāodōng bàndǎo) dans la province chinoise du Shandong constitue la plus grosse partie de la péninsule du Shandong. Elle se situe à l'est du fleuve Jiaolai et comprend les municipalités de Yantai (烟台)，Weihai (威海) et Qingdao (青岛).
Elle fait face à la péninsule du Liaodong, au nord, de l'autre côté de la baie de Bohai.

## Tourisme
Le parc paysager de la péninsule de Jiaodong (胶东半岛海滨风景名胜区) fut proclamé parc national le 1er août 1988.